# Pataki Tamás
Pataki Tamás (Budapest, 1937 –) labdarúgó, fedezet, edző.

## Pályafutása
1950-ben a Vasasban kezdett futballozni. Még utánpótlás játékosként a Rákosrendezői Lokomotív csapatában játszott a BLSZ-ben. Később szerepelt a Gödöllői Dózsában (1955-1956), a Vörös Meteorban (1957) és a Kiskunfélegyházi Honvédban (1957-1959). 1959 és 1970 között a Szegedi EAC labdarúgója volt. Az élvonalban 1961. augusztus 6-án mutatkozott be a Tatabánya ellen, ahol csapat 3–0-s vereséget szenvedett. Az élvonalban 58 mérkőzésen szerepelt és egy gólt szerzett.

### Vezetőedzőként
1971-ben a Szegedi Volán edzője lett. 1974-ben a Móravárosi Kinizsi trénere lett. 1974 nyarától a SZEOL ifi csapatát irányította. Később ugyanott pálya-, majd utánpótlás edző volt. Az 1981–82-es idényben a SZEOL AK, 1982-83-ban a Szarvas, 1983-ban a Békéscsabai ESSC vezetőedzője volt. 1984 nyarán vette át a Kecskeméti SC vezetését. 1987-től a Szeged SC trénere volt. 1989 júliusától ismét a KSC edzője lett. 1992 őszén a Szeged SC vezetőedzője volt. 38 élvonalbeli mérkőzésen ült a kispadon.